# Ajuga ovalifolia
Ajuga ovalifolia là một loài thực vật có hoa trong họ Hoa môi. Loài này được Bureau & Franch. mô tả khoa học đầu tiên năm 1891.